# ذخیره‌گاه زیست‌کره صحرا
ذخیره‌گاه زیست‌کره صحرا (به انگلیسی: Desert Biosphere Reserve) یک منطقهٔ مسکونی در ایالات متحده آمریکا است که در شهرستان میلارد، یوتا واقع شده‌است.